# آرامگاه راحل

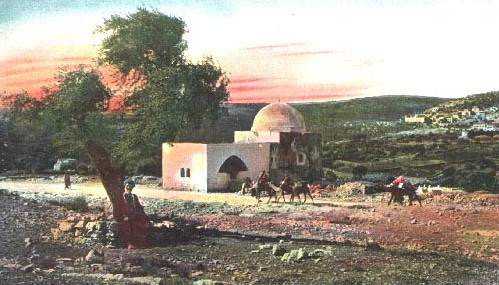
مقبره راحل در سال ۱۹۱۰ میلادی.

آرامگاه راحل (به عبری: קבר רחל)، در جنوب اورشلیم و در حومه بیت‌لحم و در کرانه باختری رود اردن قرار دارد.
راشل، همسر محبوب یعقوب، از پیامبران توحیدی و مادر یوسف و بنیامین، پیامبران بنی‌اسرائیل بود که در کتاب‌مقدس از او بارها یادشده است. راشل در ۱۱مین روز از ماه حشوان در تقویم عبری و در هنگام وضع حمل درگذشت. مقبره او، از بناهای با اهمیت مذهبی اورشلیم محسوب می‌شود و سالیانه مورد بازدید زائرین یهودی، قرار دارد.
آرامگاه راحل قرار است که در سال ۲۰۱۰ میلادی، در فهرست میراث فرهنگی و تاریخی ملت یهود قرار بگیرد، هرچند این تصمیم با اعتراضات دولت خودگردان فلسطین همراه بود.
نیروهای دفاعی اسرائیل، مسئولیت حفاظت از آرامگاه راحل را برعهده دارند.